# Cascine Calderari
Cascine Calderari (Cassinn Caldree in dialetto pavese) è uno dei centri abitati che compongono il comune italiano di Certosa di Pavia, conta 735 abitanti. Costituì un comune autonomo fino al 1872, quando venne unito al comune di Torre del Mangano.

La località è nota fin dal 1452 come Cassina de Caldraris; apparteneva alla Campagna Soprana pavese; nel 1757 gli furono uniti gli ex comuni di Cassina Trebigliana (sec. XIV - 1757 ora Cascina Colombara) e di Uomini del Trono (sec. XIV - 1757).
La chiesa di San Rocco confessore, originaria del secolo XVI, è sede di parrocchia.

## Società

### Evoluzione demografica
Abitanti censiti:
- 145 nel 1751
- 449 nel 1780
- 223 nel 1805
- 900 nel 1807
- 700 nel 1822
- 222 nel 1853
- 288 nel 1859
- 285 nel 1861
- 1129 nel 1877
- 502 nel 2011
- 735 nel 2017